# بلوط سمی غربی
بلوط سمی غربی (نام علمی: Toxicodendron diversilobum) نام یک گونه از سرده زهردرخت‌ها است.